# 自由地
自由地（英語：Freedomland），又称自由地自由领地（Free Territory of Freedomland）、自由地公国（Principality of Freedomland），另有音译为弗里多姆兰，是指菲律宾探险家和商人托马斯·克洛马·阿尔博伦特（Tomás Cloma y Arbolente）在1956年至1974年期间於南沙群岛（菲律宾称卡拉延群岛）部份岛屿成立的一个私人国家。

## 历史
托马斯·克洛马于1904年出生在菲律賓南部的保和岛，12岁到了马尼拉。他半工半读，在马尼拉的一所夜校内读完了中学课程。1939年他毕业于远东大学法律系，并于1941年通过政府会考。后来他创建了自己的公司而至富。二战之后，40几岁的克罗马热衷于钓鱼活动。从1947年到1950年，在他钓鱼时曾到达南沙群岛的一些小岛，因为那里是钓鱼的好场所。他还在马尼拉创办了一所海员学校，名为菲律宾海事学院。
1946年到1947年间，托马斯·克洛马曾与其弟费拉蒙·克洛马一起到南沙海域垂钓，期间曾登上南沙岛屿，并且发现有很多为无人岛。之后他打算将南沙群岛据为己有，并想通过开发南沙群岛的丰富资源实现发财的梦想，同时为他在菲律宾政治舞台上立足捞取资本。此后，他又多次前往南沙群岛海域进行“勘察”。
1946年4月29日，菲律宾海事学院4号船前往太平岛进行活动。
1956年3月1日，克洛马亲自率领海事学校学生及其他人员共40人组成“探险队”，驾驶学校第4号练习船，携带轻便器材及种子，从马尼拉出发，前往南沙群岛海域探险，登上了北子礁、南子礁、中业岛、南钥岛、西月岛、太平岛、敦谦沙洲、鸿庥岛、南威岛等9个主要岛屿，在这些岛上竖起“占领”牌，并向菲律宾外交部要求宣布对这些岛屿拥有主权。他还把这些岛屿重新命名，将太平岛改名为麦克阿瑟岛（麦克阿瑟为美前远东军总司令兼盟军统帅）、南威岛改名为拉蒙岛（拉蒙·麦格塞塞为菲律宾前总统）、西月岛改名为卡罗斯岛（卡洛斯·加西亚为菲律宾前副总统兼外交部长），其他50个岛礁也都改了新名称。3月17日，克洛马将其占领的岛屿命名为“卡拉延群岛”（Freedom Land，自由地）。4月29日，克洛马登上太平岛、西月岛设置看板。5月11日，克洛马与40名男子在“自由地”各岛升国旗，正式宣布占有，并自任总统 ，同时还请来了莫顿·弗雷德里克·米兹（Morton Frederick Meads）为名誉国王。5月15日，克洛马发表《告世界宣言》（Notice to the Whole World），声称发现和占领南沙群岛地区面积约64976平方海里领域内的33个岛礁、沙洲、沙滩、珊瑚礁和渔区，命名为“自由地”。
1956年5月，克洛马致信菲律宾副总统兼外长卡罗斯·加西亚，表示已占领南沙诸岛，并将其命名为“卡拉延群岛”，又称“自由地”。加西亚外长则有意模糊“卡拉延群岛”与“南沙群岛”的概念答复克洛马称:“除了一般国际所知道名为南沙群岛的七个岛群外，外交部视你所称的‘自由地’内的岛、小岛、珊瑚礁、沙洲和滩为无主地，其中有些岛礁是新出现的，有些尚未标示在国际地图上，其存在是有疑问的，而太多这些岛礁都未曾被占领过，也没有人居住过。”1956年5月19日，菲律宾外长宣布卡拉延先占主权声明。 5月21日，克洛马在菲律宾副总统兼外长卡罗斯·加西亚的支持下，以他首先发现岛屿为由提出菲律宾对南沙享有主权，强调民间人士先占，要求菲律宾政府提供保障。
5月29日，中华人民共和国外交部发言人重申，中国拥有对于南沙群岛的主权，「绝对不允许任何国家以任何借口和采取任何方式加以侵犯」。
5月31日，克洛马宣布成立自由邦（Free Territory of Freedomland）。6月9日，克洛马上书，表示对中华民国的尊重，指出未探查南威岛（Spratly Island）。7月6日，克洛马宣布自由地政府成立，首都设于中业岛（Thitu Island），有些资料显示是定都费信岛（Flat Island）。并公开声明：“由于上主的助佑，我们隆重庄严地宣布政府的成立与建立，其性质、形式、权限和区域界限如同我们在附加文件中所声明的。正如其他的新生政治团体，我们渴望、希望、祈求能获得世界的承认与同情”。这个声明并与一封信件一起送于菲律滨外交部部长与驻菲律滨中国大使，在送于菲律滨外交部的信件中写到：“自由邦政府热切的希望能够为菲律宾共和国服务，在这精神下，我们向你们致意。”同时，克洛马还声明：“祈求我们的上主祝福，援引历史先例的启发，以及人权的设立，和巩固摄政政体的政府在南沙群岛的建，于一九五六年六月十七日，我，菲律滨公民克罗马正式行使法律主权，并因此声明和宣布自由地王国政府的创建、成立和建立，它具有民主的性质。新国家的称谓是：自由邦（Free Territory of Freedomland）。”成立政府之后，克洛马立刻着手编写“自由王国宪法”，成立最高议会，指定最高立法者。他委任了下列人士为他的政府人员：国务卿：Manuel Aguilar；外交部长：Donald Trayler；交通部长：Virgilio G.Cloma；海事部长：Filemon Cloma；商务部长：Rizal Cloma；司法部长：Santiago Pastor, JR.；财长：Teodora Agbayani。此后就开始制定一些法律。并且还谱了一首“国歌”，又赶制了一面蓝边红色“国旗”，中间为一只白色的信天翁。虽然克洛马宣布其政府成立，可是在南沙群岛上却没有地方办公。克罗马到说他们要在中业岛上办公，可是那里没有建筑物。而且克罗马只在南沙群岛上留下了29人。他自己实际上住在马尼拉。他在世界各地的报纸上刊登他发现和拥有南沙群岛的故事。《纽约时报》在头版刊登了克罗马的照片，社论称：“克罗马鲁莽的行为会使他多次脸红。事实上，他的行为使很多人感到难堪。”
1956年7月7日，克洛马将国旗交与中华民国驻菲律宾大使馆。7月10日，菲律宾政府确认克罗马的行动应该由其个人负责。同月，克洛马派国务卿请菲律宾政府收“自由邦”为“保护邦” 。1956年10月，克罗马前往纽约，向联合国申请承认“自由领地”，但是联合国未有回应，克罗马认为原因是中华民国驻联合国代表的阻挠。当年12月14日，克罗马向菲律宾总统麦格塞塞递交请愿书，请求卡拉延自由领地成为菲律宾的保护国。12月29日，菲律宾政府宣布接受克罗玛的请求。克罗马随后开始着手开发南沙的海鸟粪（磷矿）资源。他向日本和新西兰的买主提前出售了4000吨磷矿。但是试图采挖磷矿的菲律宾工人遭到太平岛中华民国驻军及军舰的驱逐。12月，菲律宾政府表明立场，指托马斯·克罗马行动与政府无关，但支持民间人士的开发、居住。
1957年2月15日，菲律宾政府公布克洛马1956年12月的书简。5月21日，中华民国政府要求菲律宾阻止克罗马的计划。1959年，克洛马宣布“自由领地”进入紧急状态，并在马尼拉成立了流亡政府。1971年，菲律宾政府正式对南沙群岛的60个岛屿、岛礁和沙洲提出主权要求，并将它们命名为“卡拉延群岛”（Kalayaan Island Group，意为自由地，大家乐）1971年7月17日，菲律宾政府提出驻留“自由地”。菲律宾总统称菲律宾没有对南沙群岛提出领土要求，并否认菲律宾军队占领了南沙群岛的任何一部分。同月，克洛马策略将来的美军基地转换以美国石油公司契约为前提，美国石油公司不支持争议地区石油探测活动。1972年3月，菲律宾国家海床委员会提出“自由地”领土主张。7月28日，菲律宾政府提出“自由地”先占主权主张。
1974年2月5日，克洛马宣布他将放弃南沙群岛的索求，但他将保持其对“自由邦”及其余岛屿的主权。2月6日，越南半官方报纸《民主板》说，南越部队已经登上南沙群岛的6个主要岛屿。克洛马说，他有50个渔民住在“自由地”，他将不会放弃他对他的“自由地”的较大部分的领土要求。3月5日，菲律宾外长罗慕洛声称，对南海“自由地”提出主权要求是考虑到国家要求。其後克罗马修改“自由领地”的宪法，宣布将政体变为公国，自任亲王（Prince），国名遂改为“自由地公国”（Principality of Freedomland）。
1974年8月，71岁高龄的克罗马宣布辞去国家元首的头衔，将其传给约翰·B·德·马里维勒斯“亲王”（Prince John B de Mariveles），后者宣布将国名改为科洛尼亚王国（Kingdom of Colonia）。同年11月，克罗马被菲律宾总统费迪南德·马科斯（Ferdinand Marcos）下令逮捕，并交付军事法庭审判，原因是他曾经自称为菲律宾共和国的“海军上将”，被指控招摇撞骗。克罗马被要求签下一份证书，以一菲律宾比索的价格将其王国出售给菲律宾，以换取自己的自由。科洛尼亚王国的国王、首相、议长等人面临菲律宾方面的通缉，逃往马来西亚沙巴州的纳闽岛，组建了流亡政府。